# Sala giochi

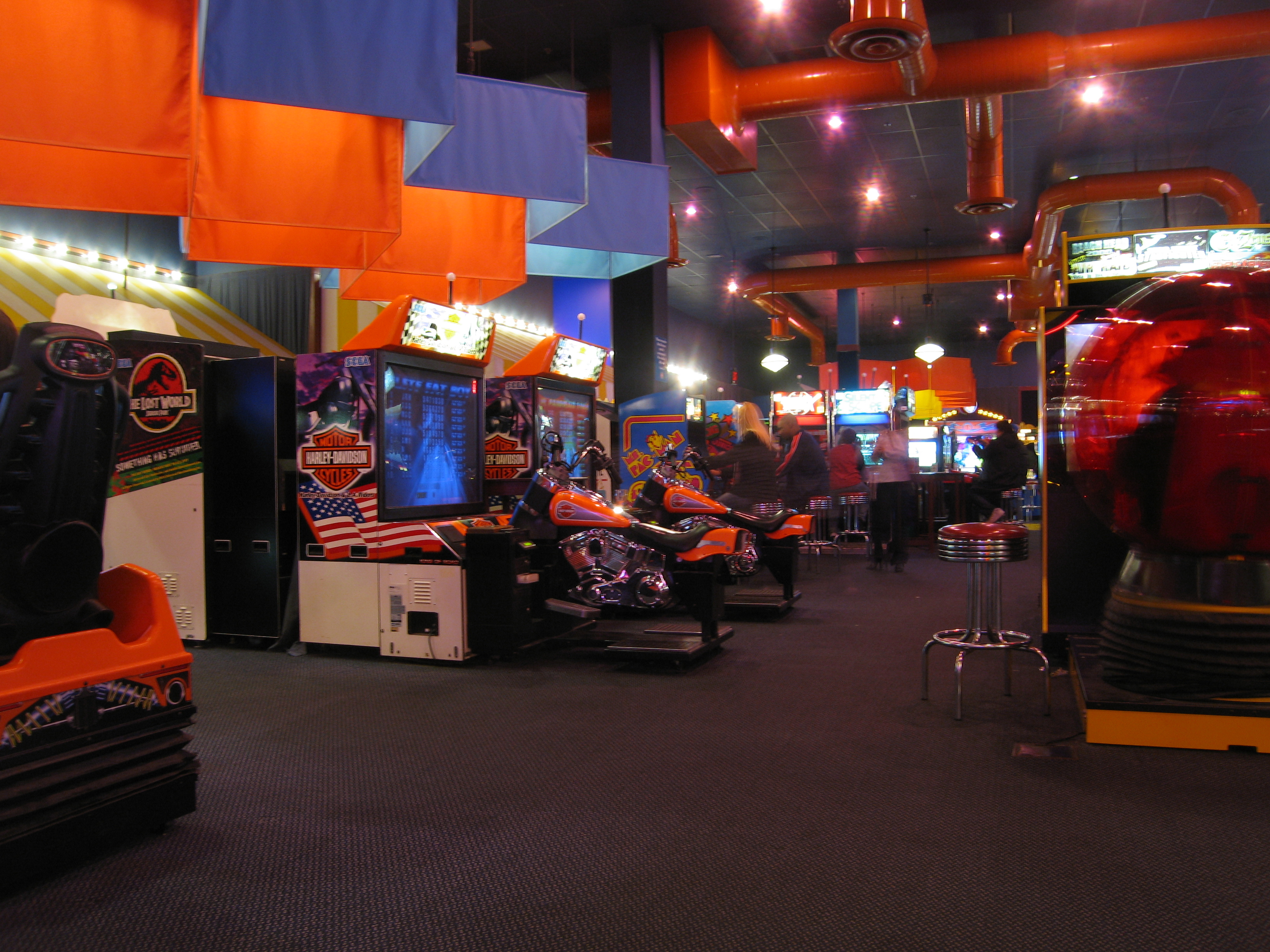
Veduta interna di una sala giochi nella città di Hilliard (Ohio) nel marzo del 2009

La sala giochi è un tipo di locale pubblico, destinato soprattutto ai ragazzi, con macchine da intrattenimento funzionanti prevalentemente a gettoni o monete, tra cui videogiochi arcade, biliardo, calcio balilla, flipper, hockey da tavolo, pesca verticale e macchine chiromanti; in alcuni paesi, compresa l'Italia, si possono trovare anche apparecchiature per il gioco d'azzardo.
L'espressione "sala giochi" fu coniata per la prima volta negli anni trenta del ventesimo secolo per indicare i locali in cui apparvero i primi flipper.

## Storia
Le antesignane delle sale giochi risalgono ai primi anni del ventesimo secolo e vedevano come intrattenimento principale le cosiddette bagatelle, piccole biglie con le quali si effettuava un gioco che combinava il flipper al biliardo; le bagatelle subirono una graduale evoluzione durante gli anni trenta, che condusse alla realizzazione di rudimentali prototipi dei flipper moderni.
Verso la fine degli anni settanta, grazie alla nascita e allo sviluppo dei cabinati arcade, le sale giochi si diffusero moltissimo nei centri abitati e nelle strutture turistiche delle principali città americane, europee ed asiatiche, tanto da rendere l'industria videoludica un importante riferimento economico per l'epoca.
L'età dell'oro dei videogiochi arcade è il periodo di tempo compreso, generalmente, tra la fine degli anni settanta e l'inizio degli anni ottanta del XX secolo, nel quale i videogiochi arcade conobbero il loro massimo splendore, sia per qualità che per popolarità: molti titoli di quest'epoca sono entrati nell'immaginario collettivo, partendo da Space Invaders per passare a Pac-Man e Mario Bros.
Non esiste una datazione precisa del periodo: secondo Walter Day di Twin Galaxies è cominciata il 18 gennaio 1982, per terminare il 5 gennaio 1986; il giornalista del settore Steven L. Kent, nel suo libro The Ultimate History of Video Games, la colloca fra il 1978, anno di Space Invaders, e il 1983, anno della crisi dei videogiochi. Anche il giornalista Jason Whittaker, nel suo libro The Cyberspace Handbook, vede la pubblicazione di Space Invaders come il punto d'inizio dell'età dell'oro dei videogiochi.
A partire dai primi anni duemila, in seguito alla modernizzazione e all'avanzamento tecnologico delle console casalinghe, le sale giochi subirono un generale decadimento che portò alla chiusura o al fallimento di molti locali.

## Contenuti di una sala giochi
| Tipo                               | Descrizione | Immagine                                                                               |
| ---------------------------------- | --- | -------------------------------------------------------------------------------------- |
| Bagatelle                          | Un gioco di biglie che divenne popolare in Francia durante il regno di Luigi XIV. Consisteva in un piano di gioco in legno con delle buche, sul quale i giocatori spingevano delle biglie per mezzo di un bastoncino simile ad una piccola stecca da biliardo. Il gioco consisteva nel mandare le biglie nelle buche evitando degli ostacoli, costituiti da numerosi chiodi piantati sulla tavola stessa. | Esempio di Bagatelle                                                                   |
| Biliardo                           | Il biliardo (meno comunemente bigliardo) è un gioco di origini molto antiche, che oggi è corretto definire disciplina sportiva a tutti gli effetti con l'organizzazione di tornei internazionali e campionati del mondo per singola specialità. | Una sala da biliardo a Londra                                                          |
| Hockey da tavolo                   | L'hockey da tavolo (chiamato anche col nome inglese air hockey) è uno sport in cui due giocatori hanno come obiettivo segnare dei gol nella porta dell'avversario. Non va confuso col gioco, dal nome simile, dell'hockey su tavolo. | Danny Hynes ai campionati del mondo                                                    |
| Calciobalilla                      | l calciobalilla o calcio-balilla, detto anche biliardino o impropriamente calcetto, è un gioco che simula una partita di calcio, in cui i giocatori manovrano, in un tavolo da gioco apposito con sponde laterali, tramite barre (o stecche), le sagome di piccoli calciatori (detti omini o pipotti), cercando di colpire con essi una pallina per spingerla nella porta avversaria. Tale pallina è solitamente realizzata in materiale plastico bianco, piena, con diametro dai 32 mm a 34 mm. | Calcio balilla marca FAS.                                                              |
| Flipper                            | Il flipper, detto anche biliardino elettrico o elettroautomatico, è un gioco di abilità a moneta di origini statunitensi, molto diffuso a partire dagli anni cinquanta, soprattutto in bar e locali pubblici. |                                                                                        |
| Macchina chiromante/indovino       | Un tipo di automa da divertimento che alla ricezione del credito distribuisce una carta con una previsione del futuro dell'utente. | Un indovino elettronico e un tester d'amore prodotto a metà degli anni '90.            |
| Slot machine                       | In italiano chiamata spesso macchina mangiasoldi, è un sistema di gioco d'azzardo comune nei casinò, nei bar, nelle case da gioco, nei centri scommesse e ora anche online. | Fila di slot machine digitali all'interno di un casinò di Las Vegas                    |
| Peep show                          | Consentivano allo spettatore di vedere vari oggetti e immagini. | Peep show a Golestan Palace                                                            |
| Mutoscopio                         | Uno dei primi dispositivi cinematografici inventato da W.K.L. Dickson e Herman Casler e successivamente brevettato da Herman Casler il 21 novembre 1894. Come il cinetoscopio di Thomas Edison, non proiettava su uno schermo e forniva visualizzazione a una sola persona alla volta. | Mutoscopio all'Herne Bay Museum                                                        |
| Test dell'amore                    | Tipo di macchina per il test della personalità, che dopo aver ricevuto il credito cerca di valutare il sex appeal, le capacità d'amore o i sentimenti romantici del soggetto per qualcuno. Molti tester dell'amore misurano l'umidità sulla superficie della pelle delle mani del soggetto testando elettricamente la conduttanza della pelle. Altri misurano la temperatura della pelle. Tuttavia alcune macchine usano solo un generatore casuale. | Macchina per test d'amore                                                              |
| Redemption game                    | I giochi di riscatto sono in genere giochi di abilità arcade che premiano il giocatore proporzionalmente al punteggio ottenuto nel gioco. La ricompensa più spesso si presenta sotto forma di biglietti, con una maggior quantità di biglietti assegnati quanto più i punteggi risultano alti. | Cops N' Robbers                                                                        |
| Merchandiser                       | Un merchandiser è un dispositivo di gioco arcade che presenta una macchina che contiene un'esposizione di merce che può essere vinta giocando. In commercio, tali giochi sono descritti come giochi di "abilità con premio" (SWP) e sono un ibrido di giochi di abilità e giochi d'azzardo, con la preponderanza di abilità o possibilità che differiscono tra i dispositivi e spesso possono essere impostati dall'operatore. | Una macchina da gioco con gru ad artiglio con peluche a Trouville, Francia             |
| Claw crane                         | Il claw crane (in inglese, letteralmente "gru artiglio") è un apparecchio da intrattenimento pubblico a gettoni che dà la possibilità di vincere dei premi afferrandoli con un braccio meccanico. In italiano è noto con vari nomi, ad esempio la normativa italiana lo definisce pesca verticale di abilità e gli esercenti la pesca verticale o la gru. Lo si può trovare sia nelle sale giochi, sia in luoghi pubblici come grandi supermercati e cinema. |                                                                                        |
| Pachinko                           | Il pachinko (パチンコ?) è un gioco d'azzardo giapponese, ideato sul finire della seconda guerra mondiale nella città di Nagoya, anche se il momento storico preciso della sua origine è stato più volte messo in dubbio in base alla mancanza di prove e fonti certe. Sembra che la parola derivi da pachi-pachi, onomatopea che indica lo scoppiettare del fuoco. | Giocatori di Pachinko                                                                  |
| Karaoke                            | Il karaoke (カラオケ?) è un tipo di intrattenimento musicale, nel quale le persone cantano insieme alla musica registrata utilizzando un microfono. La musica è normalmente una versione strumentale di una famosa canzone popolare, mentre i testi vengono solitamente visualizzati su uno schermo video. | Un uomo si esibisce al karaoke con la band dal vivo                                    |
| Giochi elettromeccanici            | I giochi EM sono tipi di giochi arcade che operano su una combinazione di alcuni circuiti elettronici e azioni meccaniche del giocatore per spostare gli oggetti contenuti all'interno dell'armadietto del gioco. Alcuni di questi erano i primi giochi di armi leggere che utilizzavano sensori fotosensibili sui bersagli per registrare i colpi, mentre altri erano giochi di simulazione come giochi di guida, simulatori di volo di combattimento e giochi sportivi. Infatti il loro funzionamento è esclusivamente basato su meccanismi meccanici ricchi d'ingranaggi e vari attuatori elettrici, come i cabinati Periscope della Sega o il cabinato Quick & Crash della Namco                                                                                            | Gun Fight (1969), un gioco EM per due giocatori che utilizzava bersagli fotosensibili. |
| Videogiochi arcade                 | Un videogioco arcade, videogioco a gettoni o coin-op è un videogioco che si gioca in una postazione pubblica apposita a gettoni o a monete, costituita fisicamente da una macchina posta all'interno di un cabinato. |                                                                                        |
| Ibrido Videogioco elettromeccanico | si tratta di soluzioni che integrano in minor misura le meccaniche dei cabinati elettromeccanici, con le soluzioni dei videogiochi arcade, come il cabinato Sea Wolf della Midway, questo permetteva di ridurre la complessità nella manutenzione dei cabinati elettromeccanici grazie alla forte riduzione di parti mobili in quanto sostituite da soluzioni video a schermo e gestite dalla scheda elettronica, ma al contempo ne conservava una parte per integrare le lacune della soluzione videogame, dove come nel caso di Sea Wolf si utilizzava un sistema d'illuminazione delle esplosioni tramite lampadine ambra che riflettevano sullo schermo di gioco, in quanto il CRT era del tipo in bianco e nero, mentre per il colore del mare si utilizza un acetato blu. |                                                                                        |
| Video poker                        | Il video poker è un gioco d'azzardo, derivato dal poker, molto diffuso nei casinò ma ritrovabile anche nelle sale giochi se la normativa lo consente, che si gioca con una console di dimensioni analoghe a una slot machine, in giocatore singolo. |                                                                                        |